# Средња школа „Никета Ремезијански“ Бела Паланка
Средња школа „Никета Ремизијански“ у Белој Паланци почела је са радом 23. јула 1941. године као Државна реална гимназија са седиштем у Белој Паланци. Одлуком бана Mоравске бановине од 23. септембра 1941. године за гимназијску зграду уступљена је зграда бановинске болнице. Гимназија је почела да ради као потпуна осморазредна гимназија. Ученици од другог до осмог разреда завршили су претходне разреде у другим школама. Највећи број ђака дошао је из пиротске Гимназије.  Период Другог светског рата обележава отежани и неконтинуирани рад школе.

## Историјат
Након ослобођења, Гимназија наставља свој рад најпре као Нижа гимназија, од 1950. године постаје Виша гимназија, а од 1961. године постаје четворогодишња школа и носи назив Гимназија у Белој Паланци. У време усмереног образовања од школске 1977/78. године носи назив Образовно-васпитна организација усмереног образовања „11. октобар“ у Белој Паланци. Новом мрежом школа 1990. године, Бела Паланка опет добија гимназију под називом Гимназија „11. октобар“ у Белој Паланци. Миграција утицала је на нагли пад броја становника у белопаланачкој општини и на смањење ученичке популације. У намери да се очува школа и надомести мањи број ђака, школа од 2002. године уводи нови образовни профил: финални прерађивач дрвета, а од школске 2004/05. године добија и образовни профил трговац и обућар, чиме се мења статус школе и постаје мешовита. Због статусне промене морало је да дође и до промене назива, те од 2006. године носи назив Средња школа „Никета Ремезијански“.

## Смерови
Школа образује ученике на четворогодишњим смеровима кроз два подручја рада: одељење гимназије (општи тип) и два стручна одељења која мењају образовне профиле, у зависности од потребе и интересовања ученика.  У школској 2005/06. години уводи се образовни профил фризер, 2007/08. године угоститељски техничар, 2012/13. кувар, а од 2013/14. образовни профил кулинарски техничар. У школској 2016/17. години, школа поред гимназијских одељења има и одељења угоститељског и кулинарског техничара. Следеће године, Школа је променила смерове због мањка ученика и тренутно има три смера: гимназија општи тип, модни кројач, електротехничар информационих технологија.